# Norra Oxfjälltjärnen
Norra Oxfjälltjärnen är en sjö i Dorotea kommun i Lappland och ingår i Ångermanälvens huvudavrinningsområde. Sjön har en area på 0,0881 kvadratkilometer och ligger 555,7 meter över havet. Norra Oxfjälltjärnen ligger i Oxfjället Natura 2000-område.

## Delavrinningsområde
Norra Oxfjälltjärnen ingår i det delavrinningsområde (717536-148168) som SMHI kallar för Inloppet i Stor-Arksjön. Medelhöjden är 505 meter över havet och ytan är 11,32 kvadratkilometer. Räknas de 51 avrinningsområdena uppströms in blir den ackumulerade arean 353,93 kvadratkilometer. Näsån (Långselån) som avvattnar avrinningsområdet har biflödesordning 3, vilket innebär att vattnet flödar genom totalt 3 vattendrag innan det når havet efter 280 kilometer. Avrinningsområdet består mestadels av skog (96 procent). Avrinningsområdet har 0,31 kvadratkilometer vattenytor vilket ger det en sjöprocent på 2,7 procent.